# Macambira
Macambira is een gemeente in de Braziliaanse deelstaat Sergipe. De gemeente telt 6.554 inwoners (schatting 2009).